# Андрусенко В'ячеслав Дмитрович
Андрусенко В'ячеслав Дмитрович (рос. Вячеслав Дмитриевич Андрусенко; 14 травня 1992) — російський плавець.
Учасник Олімпійських Ігор 2016 року.
Призер Чемпіонату світу з плавання на короткій воді 2014 року.
Призер Чемпіонату Європи з водних видів спорту 2012, 2014, 2018 років.
Чемпіон Європи з плавання на короткій воді 2013 року, призер 2015 року.
Призер літньої Універсіади 2017 року.